# Robin Frijns
Robin Frijns (Maastricht, 7 augustus 1991) is een Nederlands autocoureur. Hij werd opeenvolgend kampioen in de Formule BMW, Eurocup Formule Renault 2.0 en de Formule Renault 3.5 Series. Sinds 2018 is Frijns fabrieksrijder voor Audi. In deze hoedanigheid komt Frijns uit in de DTM. Hiernaast komt hij uit in de Formule E voor het ABT Cupra Formula E-team.

## Carrière

### Karting
Frijns had vanaf 1999 een actieve carrière in het karting in België en Frankrijk. In 2008 eindigde hij als derde in het Europese KF2-kampioenschap en was hij tweede in het Franse KF2-kampioenschap.

### Formule BMW
Frijns begon zijn carrière in het formuleracing in de Formule BMW in 2009 voor het team Josef Kaufmann Racing. Hij eindigde als derde in het kampioenschap met een overwinning op Silverstone en zes podiumplaatsen. Hij was ook de beste rookie.
In 2010 bleef Frijns bij Josef Kaufmann Racing voor zijn tweede seizoen in de Formule BMW Europa. Nadat hij het grootste deel van het seizoen tweede stond achter Jack Harvey, nam hij in het laatste raceweekend de leiding over en won het kampioenschap met zes overwinningen en zeven andere podiumplaatsen. Omdat dit kampioenschap na het seizoen 2010 ophield te bestaan, was hij de laatste kampioen van de Formule BMW Europa.

### Formule Renault
In 2010 nam Frijns deel aan drie races van het Formule Renault 2.0 NEC voor Josef Kaufmann Racing. Hij behaalde hier achtereenvolgens een tweede, een vijfde en een eerste plaats en werd veertiende in het kampioenschap.
In 2011 reed Frijns in de Eurocup Formule Renault 2.0 voor Josef Kaufmann Racing. Met vijf overwinningen en vier andere podiumplaatsen won hij het kampioenschap. Daarnaast reed hij voor Josef Kaufmann Racing vijf raceweekenden in de Formule Renault 2.0 NEC, waarin hij één overwinning en acht andere podiumplaatsen behaalde op weg naar de vierde plaats in het kampioenschap.
In 2012 reed Frijns in de Formule Renault 3.5 Series voor het team Fortec Motorsport. Hij behaalde op 21 oktober 2012 de titel in deze klasse op het Spaanse circuit Catalunya, met een totaal van 195 punten. Tweede in het eindklassement wordt de Fransman Jules Bianchi met 185 punten en derde de Brit Sam Bird met 177 punten.

### GP2 Series
Na zijn aanstelling als derde rijder bij het Formule 1-team van Sauber heeft Frijns geprobeerd een positie als racecoureur in de GP2 Series te krijgen. Hij testte in de wintermaanden voor Trident en Russian Time. Ondanks redelijke resultaten is hij er echter niet in geslaagd een vaste aanstelling voor het seizoen 2013 te bemachtigen, dit omdat zijn management er niet in slaagt om sponsors te vinden. In aanloop naar het tweede raceweekend van het seizoen lukte het Frijns echter toch om een zitje in de GP2 te krijgen, hij vervangt de Amerikaan Conor Daly bij het team van Hilmer Motorsport.

#### Overzicht GP2 resultaten
| Jaar | Team              | MAL | MAL | BHR   | BHR   | SPA  | SPA  | MON    | MON   | GBR   | GBR    | DUI  | DUI    | HON | HON | BEL  | BEL    | ITA | ITA | SIN | SIN | VAE | VAE | Pos | Punten |
| ---- | ----------------- | --- | --- | ----- | ----- | ---- | ---- | ------ | ----- | ----- | ------ | ---- | ------ | --- | --- | ---- | ------ | --- | --- | --- | --- | --- | --- | --- | ------ |
| 2013 | Hilmer Motorsport | R1  | R2  | R1 21 | R2 23 | R1 1 | R2 2 | R1 DNF | R2 15 | R1 13 | R2 DNF | R1 6 | R2 DNF | R1  | R2  | R1 9 | R2 DNF | R1  | R2  | R1  | R2  | R1  | R2  | 15e | 47     |

### Formule 1
Op 6 november 2012 mocht Frijns in actie komen voor het Formule 1-team Sauber, tijdens de rookietest op het Yas Marina Circuit. De tweede test, op hetzelfde circuit, kwam hij in actie voor Red Bull Racing. Deze laatste test was een beloning voor het behalen van de titel in het Formule Renault 3.5 kampioenschap.
Op 23 november 2012 werd bekendgemaakt dat Frijns in 2013 testrijder zou worden voor het team van Sauber. Nadat hij enkel de Young Driver's Test op 17 juli op het circuit van Silverstone kilometers had gemaakt voor dit team, werd op 4 september 2013 bekend dat Sauber afscheid zou nemen van Frijns ten faveure van Sergej Sirotkin.
Op 21 januari 2014 maakte het team van Caterham bekend dat Frijns in 2014 test- en reservecoureur zou worden van het team, samen met Alexander Rossi en achter de racecoureurs Kamui Kobayashi en Marcus Ericsson. In de Grand Prix van Bahrein maakte hij zijn debuut in een Formule 1-raceweekend tijdens de eerste vrije training op vrijdag. Na nog een vrije training in Groot-Brittannië kwam hij niet meer in actie en verliet het team, dat aan het eind van het seizoen werd opgeheven.

#### Formule 1-resultaten
| Seizoen | Inschrijving     | Chassis       | Motor                         | 1   | 2   | 3      | 4   | 5   | 6   | 7   | 8   | 9      | 10  | 11  | 12  | 13  | 14  | 15  | 16  | 17  | 18  | 19  | Pos | Punten |
| ------- | ---------------- | ------------- | ----------------------------- | --- | --- | ------ | --- | --- | --- | --- | --- | ------ | --- | --- | --- | --- | --- | --- | --- | --- | --- | --- | --- | ------ |
| 2014    | Caterham F1 Team | Caterham CT05 | Renault Energy F1-2014 1.6 V6 | AUS | MAL | BHR TC | CHN | SPA | MON | CAN | OOS | GBR TC | DUI | HON | BEL | ITA | SIN | JPN | RUS | VST | BRA | ABU | -   | -      |

### Sports cars
In 2015 maakte Frijns de overstap naar de sports cars, waarin hij naast Laurens Vanthoor en Jean Karl Vernay debuteerde in de Blancpain GT Series voor het Belgium Belgian Audi Club Team WRT. In 2017 werd hij kampioen in de Blancpain GT Series Sprint Cup.

### DTM
Vanaf 2018 is Frijns actief in de DTM. Hij komt hierin uit voor het Audi Team Abt Sportline.

### Formule E

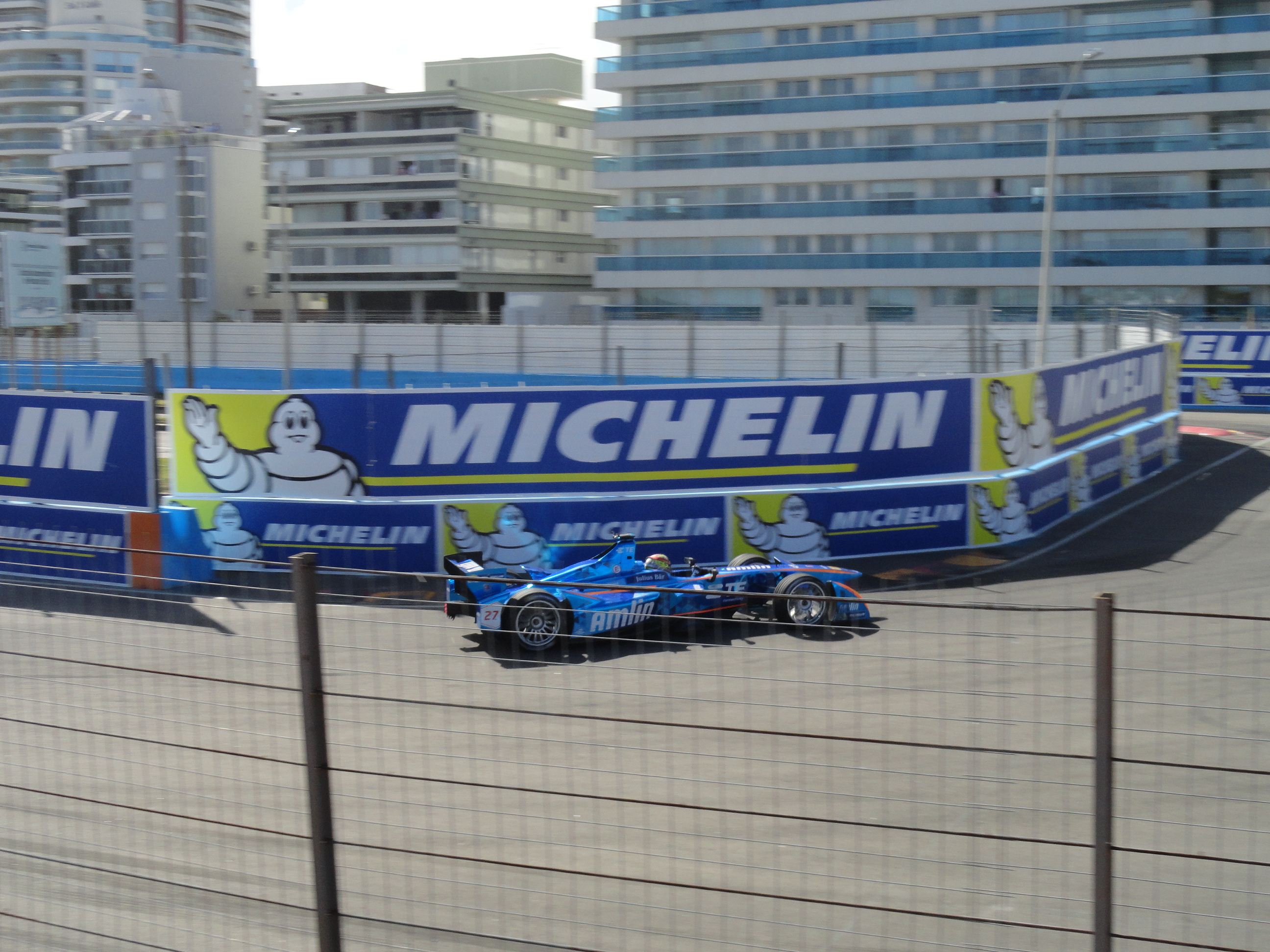
Frijns in de Andretti Formule E-wagen, Punta del Este, 2015

In het seizoen 2015-2016 maakt Frijns zijn terugkeer naar het formuleracing met zijn deelname aan het tweede Formule E-seizoen voor het team Andretti Autosport naast Simona De Silvestro. Dit seizoen behaalt Frijns 1 podium, 45 punten en eindigt op de 12e plaats in het kampioenschap.Tijdens het seizoen 2016-2017 komt Frijns opnieuw uit voor het Andretti team. Ditmaal behaalt hij 24 punten, en eindigt op de 13e plaats in het kampioenschap.
Na een seizoen afwezigheid keert Frijns in het seizoen 2018-2019 terug in het kampioenschap. Ditmaal rijdt hij voor het Envision Virgin Racing team, dat gebruik maakt van Audi aandrijving. Tijdens de achtste ronde van het seizoen behaalt Frijns zijn eerste overwinning in de klasse, hij wint de verregende ePrix van Parijs. In de laatste race tijdens de seizoensfinale van de ePrix van New York wordt Frijns weer eerste. Hij eindigt daarmee op de 4e plaats in het kampioenschap met 106 punten.

#### Formule E resultaten
| Jaar    | Team                   | Auto                   | 1      | 2      | 3      | 4      | 5      | 6      | 7      | 8      | 9       | 10      | 11      | 12      | 13    | Pos | Punten |
| ------- | ---------------------- | ---------------------- | ------ | ------ | ------ | ------ | ------ | ------ | ------ | ------ | ------- | ------- | ------- | ------- | ----- | --- | ------ |
| 2015–16 | Amlin Andretti         | Spark-Renault SRT 01E  | BEI 10 | PUT 3  | PDE 10 | BNA 8  | MEX 5  | LBH 15 | PAR 7  | BER 6  | LON DNF | LON DNF |         |         |       | 12e | 45     |
| 2016–17 | MS Amlin Andretti      | Spark-Andretti ATEC-02 | HKG 6  | MAR 11 | BNA 14 | MEX 11 | MON 12 | PAR 6  | BER 17 | BER 18 | NYC 9   | NYC 9   | MTR 8   | MTR 13  |       | 13e | 24     |
| 2018–19 | Envision Virgin Racing | Spark-Audi e-Tron FE05 | ADR 12 | MAR 2  | SAN 5  | MEX 11 | HKG 3  | SNY 14 | ROM 4  | PAR 1  | MON 17† | BER 13  | BRN DNF | NYC DNF | NYC 1 | 4e  | 106    |

† Race niet gefinisht, maar wel geklasseerd aangezien 90% van de race werd voltooid.

## Privé
Frijns woont anno 2022 met zijn vriendin Maike Frik in de Maastrichtse wijk Heugem. Frik heeft tevens de dagelijkse leiding over Frijns Unlimited, het autobedrijf van Frijns, dat gespecialiseerd is in het opknappen van dure auto's.